# Ilse Kohler-Rollefson
Ilse Kohler-Rollefson  est une vétérinaire allemande.

## Biographie
Elle est la fille du Dr Diethard Köhler, professeur de botanique, et de Brigitte Köhler, agronome. Elle étudie la médecine vétérinaire au Collège vétérinaire de Hanovre, où elle obtient son diplôme en 1971.
Elle a soutenu le pastoralisme et la médecine ethnovétérinaire (en), en particulier en Inde. Elle a défendu le peuple Raika (en) dont le mode de vie était menacé en raison de sa dépendance aux chameaux. 

## Distinctions
En 2017, elle reçoit la plus haute récompense pour les femmes en Inde, le prix Nari Shakti Puraskar (en français : Prix du pouvoir des femmes) et, en 2018, l'Ordre du Mérite de la République fédérale d'Allemagne. 

### Note
- (en) Cet article est partiellement ou en totalité issu de l’article de Wikipédia en anglais intitulé « Ilse Kohler-Rollefson » (voir la liste des auteurs).